# 克利諾韋 (新沃多拉加區)
49°36′35″N 35°59′44″E / 49.60972°N 35.99556°E
克利諾韋（烏克蘭語：Клинове）是位於烏克蘭東部的村莊，由哈爾科夫州别列斯京区的舊維里夫卡市鎮負責管轄。該村面積0.52平方公里，海拔高度181米，2001年人口64，人口密度每平方公里123.1人。